# ジョーダン・フェイゾン
ジョーダン・マイケル・フェイゾン（Jordan Michael Faison、1994年10月17日 - ）は、アメリカのプロバスケットボール選手。アメリカのカリフォルニア州レイクフォレスト出身。ポジションはパワーフォワード。父親は元NFL選手のデリック・フェイゾンである。

## 学生時代

### エル・トロ高校（2009-12）
カリフォルニア州のエルトロ高校では、2011-12シーズンには、チームを22勝9敗の記録に導き、オールサウスコーストリーグ、オールCIFディビジョン1Aセカンドチーム、およびサウスコーストリーグ共同最優秀選手賞を受賞した。

### カリフォルニア州立工科大学ポモナ校（2012-16）
2012-13シーズン（大学1年生時）。
チームの31試合全てに出場した。シーズンをフィールドゴール成功率57.6%で終え、これはカリフォルニア・カレッジアスレチックアソシエーション（CCAA）で4位にランクイン。2月2日のチコ州立大学戦でシーズン最高の15点を記録し、その試合で10投中7本を決めた。NCAAトーナメントでは2試合で平均12点だった。
2013-14シーズン（大学2年生時）。
キャリア初となるオールCCAAファーストチームに選出。1試合平均14.2点を記録するとともに、トータルリバウンドでCCAAで7位（165）とブロックで3位（31）にランクイン。2月1日のカルステートサンバーナーディーノ戦でキャリアハイの26点を記録し、ブロンコスがコヨーテズに88-68で大勝。12月14日のハンボルト州立大学戦と2月15日のSF州立大学戦でダブルダブルを達成。
2014-15シーズン（大学3年生時）。
オールCCAAファーストチームとオールウェストリージョンセカンドチームに選出。フィールドゴール成功率でCCAAで5位（52.5％）、1試合平均13.4点、5.9リバウンドを記録。ブロンコスのディフェンスが全国で2位の評価を受けるのに貢献。12月22日のUCサンディエゴ戦でシーズン最高の24点を記録。シーズン中にダブルダブルを4回達成。
2015-16シーズン（大学4年生時）。
30試合出場、30試合先発、30.2分、16.9得点、7.4リバウンド、1.8アシスト、0.8スティール、1.5ブロックシュートを記録した。

## プロキャリア

### ウニ・リーゼン・ライプツィヒ/ドイツ・プロBリーグ（2016-17）
2016-17シーズン。
ドイツのウニ・リーゼン・ライプツィヒでプレイ。

### 東京エクセレンス時代/B3（2017-20）
2017-18シーズン。
東京エクセレンスに所属し、日本リーグデビューとなった。チームは21勝11負の2位であった。
62試合出場、28試合先発、23.98分、17.24得点、8.68リバウンド、2.53アシスト、1.27ブロックシュートを記録した。
2018-19シーズン。
59試合出場、59試合先発、31.95分、22.39得点、9.98リバウンド、4.90アシスト、0.98スティール、2.17ブロックシュートを記録した。
B3年間MVPおよびブロックショットリーダー（2.17）となった。
チームは32勝4負でB3優勝及びB2昇格となった。
2019-2020シーズン。
45試合出場、45試合先発、33.96分、23.87得点、10.02リバウンド、6.27アシスト、0.93スティール、1.76ブロックシュートを記録した。
新型コロナウイルス感染症の影響でクラブ間で協議を重ねた結果、シーズン途中でライアン・ステファン選手と共に帰国することになった。
チームは21勝26負と全体10位であったが、新設される予定のアリーナが建設計画見直しのためホームアリーナ確保が困難となりライセンス不交付によるB3降格となった。

### 京都ハンナリーズ時代/B1（2020）
2020-21シーズン。
外国籍選手追加契約ルールを活用し、京都ハンナリーズと短期契約を締結した。
合流が遅れていたレイヴォンテ・ライスとジャスティン・ハーパーのリーグ登録完了に伴い、契約解除となった。
自身初のB1は、4試合出場、4試合先発、34.00分、21.00点、8.25リバウンド、2.00アシスト、1.50ブロックシュートを記録した。
チームは21勝36負の総合15位であった。

### 福島ファイヤーボンズ時代/B2（2021）
2020-21シーズン。
2021年1月16日に福島ファイヤーボンズと契約を締結した。
28試合出場、27試合先発、31.04分、20.39得点、8.36リバウンド、5.04アシスト、1.14ブロックシュートを記録した。
チームは、27勝31敗で東地区8チーム中6位（リーグ全体10位）であった。

### アイシン・アレイオンズ時代/B3（2021-22）
2021-22シーズン。
アイシン・アレイオンズ所属。
48試合出場、46試合先発、29.85分、20.06得点、7.94リバウンド、4.04アシストを記録した。
チームは30勝18負で6位となった。
また、アイシン・アレイオンズは当シーズンを最後に活動終了となった。

### 横浜エクセレンス所属時代/B3（2022-23）
2022-23シーズン。
横浜エクセレンスに復帰した。
52試合出場、52試合先発、28.33分、19.10得点、8.58リバウンド、4.25アシスト、1.27ブロックを記録した。
二回目のブロックショットリーダー（1.27）となる。
チームは40勝12負で5位でレギュラーシーズンを終え、プレイオフは3位となった。

### さいたまブロンコス時代/B3（2023-24）
2023-24シーズン。
さいたまブロンコス所属。
44試合出場、43試合先発、32.30分、17.07得点、8.70リバウンド、4.41アシスト、1.25ブロックシュートを記録した。
チームは、34勝18負の4位でレギュラーシーズンを終え、プレイオフでは初戦で5位の徳島ガンバロウズに敗退した。

### しながわシティ時代/B3（2024-25）
2024-25シーズン。
しながわシティに所属。
2024年10月13日の徳島戦にて26得点14リバウンド8アシストで86対72で勝利に貢献し、eurobasketofficialによるplayer of the weekに選出された。
2025年1月17日の立川戦にてBリーグ通算300スティールを達成した。
2025年1月26日の香川戦にて13得点、12リバウンド、10アシストのトリプルダブルを達成した。
2025年2月22日の埼玉戦にてBリーグ通算7500得点を達成した。
2025年4月5日の岐阜戦にてBリーグ通算3500リバウンドを達成した。
レギュラーシーズン51試合に出場し、平均19.06得点、9.47リバウンド、5.55アシストを記録した。
B3.LEAGUE 2024-2025 Season アシスト王（5.55）を獲得した。
チームは23勝29負の10位であった。

### 主な記録

#### NCAA DII
- CCAA All-First Team - 2014, 2015, 2016
- NABC All-District West First Team - 2016
- NABC All-District West Second Team - 2015

#### B3リーグ
- B3.LEAGUE 2018-2019 Season 年間MVP
- B3.LEAGUE 2018-2019 Season ブロックショット王（2.17）[12]
- B3.LEAGUE 2022-2023 Season ブロックショット王（1.27）[13]
- B3.LEAGUE 2024-2025 Season アシスト王（5.55）

## Bリーグ・スタッツ
| シーズン   | チーム   | GP | GS | MPG   | FG%   | 3P%   | FT%   | RPG   | APG  | SPG  | BPG  | TO   | PPG   |
| ---------- | -------- | -- | -- | ----- | ----- | ----- | ----- | ----- | ---- | ---- | ---- | ---- | ----- |
| B3 2017-18 | 東京EX   | 62 | 28 | 23.98 | 58.1% | 23.6% | 64.4% | 8.68  | 2.53 | 0.68 | 1.27 | 2.19 | 17.24 |
| B3 2018-19 | 東京EX   | 59 | 59 | 31.95 | 61.1% | 26.2% | 70.4% | 9.98  | 4.90 | 0.98 | 2.17 | 3.36 | 22.39 |
| B3 2019-20 | 東京EX   | 45 | 45 | 33.96 | 55.6% | 29.8% | 72.1% | 10.02 | 6.27 | 0.93 | 1.76 | 3.56 | 23.87 |
| B1 2020-21 | 京都     | 4  | 4  | 34.00 | 59.3% | 12.5% | 61.9% | 8.25  | 2.00 | 0.00 | 1.50 | 2.25 | 21.00 |
| B2 2020-21 | 福島     | 28 | 27 | 31.04 | 56.3% | 30.0% | 66.3% | 8.36  | 5.04 | 0.79 | 1.14 | 3.00 | 20.39 |
| B3 2021-22 | アイシン | 48 | 46 | 29.85 | 59.9% | 29.3% | 72.4% | 7.94  | 4.04 | 0.77 | 0.60 | 2.83 | 20.06 |
| B3 2022-23 | 横浜EX   | 52 | 52 | 28.33 | 65.4% | 29.0% | 66.5% | 8.58  | 4.25 | 0.87 | 1.27 | 3.21 | 19.10 |
| B3 2023-24 | 埼玉     | 44 | 43 | 32.30 | 60.3% | 22.0% | 65.1% | 8.70  | 4.41 | 0.55 | 1.25 | 2.64 | 17.07 |
| B3 2024-25 | 品川     | 51 | 50 | 34.10 | 53.0% | 30.6% | 63.8% | 9.47  | 5.55 | 0.90 | 0.82 | 3.75 | 19.06 |

## 海外リーグ・スタッツ
| シーズン | チーム             | GP | GS | MPG  | FG%   | 3P%   | FT%   | RPG | APG | SPG | BPG | TO  | PPG  |
| -------- | ------------------ | -- | -- | ---- | ----- | ----- | ----- | --- | --- | --- | --- | --- | ---- |
| 2016-17  | Uni-Riesen Leipzig | 20 | 18 | 33.5 | 60.4% | 30.0% | 60.6% | 9.1 | 1.6 | 1.1 | 1.3 | 2.5 | 20.6 |

## カレッジ・スタッツ
| シーズン | チーム                             | GP | GS | MPG  | FG%   | 3P%   | FT%   | RPG | APG | SPG | BPG | TO  | PPG  |
| -------- | ---------------------------------- | -- | -- | ---- | ----- | ----- | ----- | --- | --- | --- | --- | --- | ---- |
| 2012-13  | カリフォルニア州立工科大学ポモナ校 | 31 | 3  | 20.8 | 57.6% | 26.3% | 62.8% | 3.1 | 0.5 | 0.5 | 0.5 | 1.3 | 8.6  |
| 2013-14  | カリフォルニア州立工科大学ポモナ校 | 29 | 28 | 27.8 | 56.5% | 38.5% | 56.7% | 5.7 | 1.5 | 0.6 | 1.1 | 2.4 | 14.2 |
| 2014-15  | カリフォルニア州立工科大学ポモナ校 | 31 | 31 | 28.9 | 52.5% | 27.6% | 57.9% | 5.9 | 2.0 | 0.5 | 0.6 | 2.8 | 13.4 |
| 2015-16  | カリフォルニア州立工科大学ポモナ校 | 30 | 30 | 30.2 | 56.9% | 22.5% | 65.4% | 7.4 | 1.8 | 0.8 | 1.5 | 2.3 | 16.9 |

## 人物

### 好きな選手とチーム
大学生時代に好きな選手だったのはドウェイン・ウェイドで、好きなチームだったのはマイアミ・ヒート（NBA）とボルチモア・レイブンズ（NFL）である。

### タトゥー
HUNTER×HUNTERのファンであり、キャラクターのタトゥーを入れている。

### デリック・フェイゾン基金
ジョーダン・フェイゾンの家族は、父デリック・フェイゾンの突然の死をきっかけに「デリック・フェイゾン基金」を設立し、AEDの普及及び心臓健康の啓発活動を行っている。この基金はカリフォルニア州のコミュニティでAEDの設置やCPR講習会の支援に注力している。ジョーダン・フェイゾンもプロのアスリートとしての活動と並行し、基金の活動に参加している。